# Майк Ченнон
Майкл Роджер Ченнон (англ. Michael Roger Channon, нар. 28 листопада 1948, Оркестон) — англійський футболіст, що грав на позиції нападника, зокрема за національну збірну Англії.
Найкращий бомбардир в історії клубу «Саутгемптон» (227 голів в усіх турнірах). 

## Клубна кар'єра
У дорослому футболі дебютував 1965 року у 17-річному віці виступами за «Саутгемптон». Протягом наступних трьох років поступово став основною ударною силою у нападі команди, яка здебільшого перебувала у другій половині турнірної таблиці найвищого дивізіону англійської Футбольної ліги. В сезоні 1973/74 із 21 забитим голом став найкращим бомбардиром цього турніру, але це не допомогло команді, яка саме цього сезону не змогла зберегти за собою місце в еліті англійського футболу. Попри пониження «Саутгемптона» в класі гравець зберіг вірність команді і продовжив захищати її кольори й у другому дивізіоні, хоча це негативно впливало на його шанси на розвиток кар'єри у збірній.
Утім саме під час виступів у другому дивізіоні Ченнон здобув свій єдиний великий трофей — 1976 року друголіговий «Саутгемптон» пробився до фіналу тогорічного Кубка Англії, в якому мінімально здолав «Манчестер Юнайтед».
Наступного 1977 року гравець все ж залишив рідну команду аби за 300 тисяч фунтів перейти до одного з лідерів Першого дивізіону «Манчестер Сіті». У складі «містян» був гравцем основного складу і забивав понад 10 м'ячів за сезон, проте за два роки клуб вирішив за краще позбутися нападника, якому вже випонвнилося 30 років, і у вересні 1979 року він повернувся до «Саутгемптона». Команда на той час знову змагалася у найвищому дивізіоні, і Ченнон отримав звичне для себе місце у її основному складі. Протягом наступних трьох сезонів не лише регулярно отримував ігровий час, але й стабільно забивав, хоча вже не демонстрував тієї результативності, як у найкращі роки. 1982 року остаточно залишив рідну команду, відігравши на той час у її складі 510 матчів і забивши 185 голів у першості Англії. Його 227 голів в усіх турнірах, забиті за «Саутгемптон» і досі лишаються клубним рекордом.
Протягом 1982 року провів по декілька ігор за друголіговий «Ньюкасл Юнайтед» і третьоліговий «Бристоль Роверс», а 1983 року повернувся до Першого дивізіону, де ще три сезони відіграв за «Норвіч Сіті». 
Згодом протягом сезону грав за «Портсмут», а завершив ігрову кар'єру в ірландському «Фінн Гарпс», за яку провів одну гру в сезоні 1986/87.

## Виступи за збірну
1972 року дебютував в офіційних матчах у складі національної збірної Англії. Протягом наступних шести років був основним нападником в національній команді, провівши у її формі 46 матчів і забивши 21 гол. Англійці не змогли кваліфікуватися на жоден із трьох великих міжнародних турнірів, які проходили протягом цього періоду, через що Ченнон є рекордсменом за кількістю матчів за збірну Англії серед гравців, що жодного разу не грали ані на чемпіонатах світу, ані на чемпіонатах Європи.

## Титули і досягнення
- Володар Кубка Англії з футболу (1):

«Саутгемптон»: 1975-76
- Володар Кубка англійської ліги (1):

«Норвіч Сіті»: 1984-85